# Kazuhisa Hashimoto
Kazuhisa Hashimoto (japanisch 橋本和久 Hashimoto Kazuhisa; * 15. November 1958; † 25. Februar 2020) war ein japanischer Spieleentwickler. Auf ihn geht der sogenannte Konami-Code, der in zahlreichen Spielen als Cheat Code beziehungsweise Easter-Egg eingebaut wurde, zurück.

## Karriere
Hashimoto fing ab 1981 bei Konami an. Zu jener Zeit war Konami auf die Spielautomaten-Produktion fokussiert. Hierbei war Hashimoto an der Entwicklung der Leiterplatten beteiligt. In den Folgejahren expandierte Konami in den Bereich Arcade-Spiele (u. a. Scramble und Super Cobra).
Laut Hashimoto lag der Fokus des Unternehmens zu jener Zeit bei den klassischen Münzautomaten. Die erfahrensten Mitarbeiter wurden dazu herangezogen. Hingegen wurde die Videospielabteilung geprägt von Neuankömmlingen ohne besondere Trainings oder Anweisungen.
Nach der Veröffentlichung des Super Nintendo Entertainment Systems (kurz SNES) wurde auch Konami das Marktpotenzial klar und sie warben erfahrene Spieleentwickler an, um die Spieleentwicklung zu professionalisieren.
Einer der ersten Titel für das Nintendo Entertainment System (NES), bei welchem Hashimoto mitwirkte, war Track & Field (Hyper Olympic), welches er und ein weiterer Programmierer binnen sechs Monaten schufen. Später entwickelte er einen eigens für das Spiel konzipierten Controller aufgrund einiger Beschwerden über die Untauglichkeit des Controllers des NES. Gradius war ein Port eines Arcade-Games, welches er zusammen mit drei weiteren Programmierern innerhalb eines halben Jahres vollenden konnte. Weitere Spiele, an denen Hashimoto bei Konami mitwirkte, sind The Goonies(NES) und The Legend of the Mystical Ninja.
Hashimoto war bis zu seinem Tod bei Konami angestellt und arbeitete an mindestens neun Spielen. Er wirkte auch an der Serie International Superstar Soccer mit und war Ausführender Vizepräsident von Star Online.

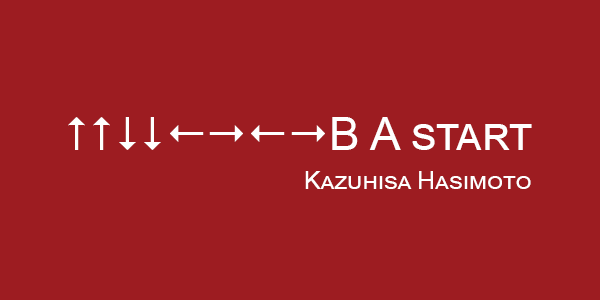
Offizielle Trauerbekundung von Konami anlässlich Kazuhisa Hashimotos Tod

Hashimoto starb am 25. Februar 2020. Dies bestätigten Konami und sein Freund Yuji Takenouchi.

## Konami Code

Der Konami-Code

Bekannt wurde Hashimoto als der Erschaffer des Konami-Code.
Der Code entstand versehentlich während der Portierung des Arcadespiels Gradius 1986. Da Hashimoto um den Schwierigkeitsgrad der Arcade-Version wusste und diese während des Testens nicht schaffen würde, fügte er eine Tastenfolge in das Spiel ein, welche er sich gut merken konnte.
Diese gab dem Raumschiff des Spielers die maximale Anzahl an Power-Ups, sodass er mit Leichtigkeit das Spiel testen konnte. Er hatte vorgesehen, den Code vor Veröffentlichung des Spiels zu entfernen. Dies geschah aber nie. Einige Spieler entdeckten Hashimotos Code und meldeten dies an Konami. Daraufhin begannen andere Entwickler bei Konami diesen Code bei darauffolgenden Spielen einzubauen. Größeres öffentliches Interesse erlangte der Konami-Code mit der weltweiten Veröffentlichung von Contra im Jahr 1988. Spieler erhielten zusätzliche Leben durch die Eingabe des Codes. Seitdem wird der Konami-Code nicht nur von anderen Entwicklern verwendet, sondern auch als Easter Egg in anderen Medien verwendet.